# آلن گرنیر
آلن گرنیر (انگلیسی: Alan Grenyer; ۳۱ اوت ۱۸۹۲ – ۱۹۵۳ (۶۰−۶۱ سال)) بازیکن فوتبال اهل بریتانیا بود.
از باشگاه‌هایی که در آن بازی کرده‌است می‌توان به باشگاه فوتبال اورتون و باشگاه فوتبال ساوت شیلدز اشاره کرد.